# ازدواج بین خاندان‌های سلطنتی

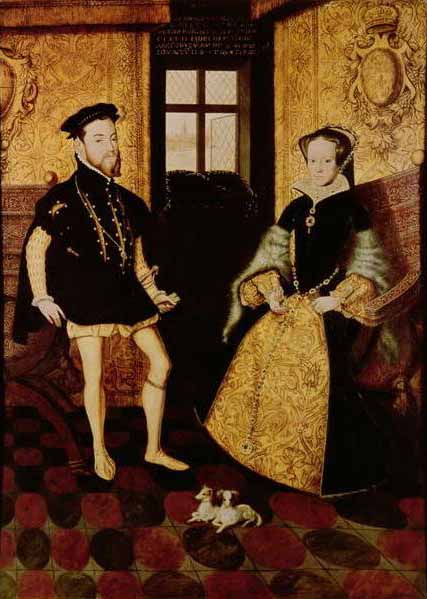
هابسبورگ فلیپه دوم و همسرش، تودور ماری یکم، ملکه انگلستان. مری و فیلیپ دختر عمو و پسر عمو بودند.

ازدواج بین خاندان‌های سلطنتی (انگلیسی: Royal intermarriage)، ازدواج اعضای دودمان حاکم با خانواده‌های دیگر حاکم است. در گذشته بیشتر به عنوان بخشی از دیپلماسی استراتژیک برای منافع ملی انجام می‌شد. اگرچه گاهی توسط الزامات قانونی در مورد افراد سلطنتی اعمال می‌شود، اما اغلب یک موضوع سیاست یا سنت سیاسی در سلطنت‌ها بوده است.
در اروپا، این عمل از قرون وسطی تا زمان شیوع جنگ جهانی اول رایج بود، اما شواهدی از ازدواج‌های درونی بین سلسله‌های سلطنتی وجود داشت. در سایر نقاط جهان تا عصر برنز را می‌توان یافت. پادشاهان اغلب در پی تعالی ملی و بین المللی از جانب خود و سلسله‌های خود بودند، بنابراین پیوندهای خویشاوندی تمایل به ترویج یا مهار پرخاشگری داشتند. ازدواج بین سلسله‌ها می‌تواند برای آغاز، تقویت یا تضمین صلح بین ملت‌ها باشد. از طرف دیگر، خویشاوندی از طریق ازدواج می‌تواند اتحادی را بین دو سلسله تضمین کند که به دنبال کاهش احساس تهدید یا آغاز تجاوز به قلمرو است. همچنین می‌تواند چشم‌انداز تصاحب سرزمینی برای یک سلسله را با کسب ادعای قانونی برای یک تاج و تخت خارجی، یا بخش‌هایی از قلمرو آن (مثلاً مستعمرات)، از طریق ارث بردن از یک وارث، هر زمان که یک پادشاه موفق به ترک وارث مرد بلامنازع شود، افزایش دهد.